# Brave (ナオト・インティライミの曲)
「Brave」（ブレイヴ）は、日本のシンガーソングライターであるナオト・インティライミの5枚目のシングル。2011年4月13日発売。発売元はユニバーサルシグマ。

## 概要
2011年2月リリースの『今のキミを忘れない』に続く楽曲であり、2作目のスタジオ・アルバム『ADVENTURE』からの先行シングル。デジタル・ダウンロードとして2011年4月13日に、同年4月20日にCDシングルとしてリリースされた。

## 楽曲解説
本作のプロデューサーとしてもクレジットされたSHIKATAとの共作。作詞をインティライミとSHIKATAが、作曲をインティライミが担当している。ヒップホップ要素を内包したポップソングであり、K-POPの楽曲でも多く用いられるオートチューンがフィーチャーされている。J-Total Musicによれば、楽曲のキーはト長調 (G) 、コード進行はEm D / C G F#m7-5 / Em Bm / C D Gaug B7 / Em D / C G F#m7-5 / Em Bm / C D G D。歌詞は、勇気や希望について紡いだもの、コーラスでは"僕らならできるって 思いながら闘って/ 新しい未来を イメージすればいい / あの虹を渡って まだ見ぬその先へ / 自分を信じて 始まったばかりさ"と歌われている。コーラスの歌詞についてタワーレコードは「大きなダメージを受けた今の日本のみんなの心にポジティブなパワーをくれる」とコメントした。

## 評価

### 批評家による論評
当楽曲は音楽評論家からおおむね肯定的な評価を受けた。『Brave』を"スタンダードなポップ・ナンバー"と形容したリッスン・ジャパンは「その完成度は高い。」と絶賛。Hot Expressのライター菅野雄貴は、「彼の真骨頂とも言える前向きなメッセージがこれでもかと詰め込まれたミドルチューン」と批評した。また、ボーカル・パフォーマンスについては「優しくも魂あふれる彼の歌声は、不安で沈みがちな気持ちを一掃してくれると共に、じんわりと心に沁み渡っていく」としている。同じくボーカルについてタワーレコードは「ナオトの明るい歌声に元気を分けてもらえる」と評価した。EMTG MUSICのレビュアー池田スカオ和宏は、アルバム『ADVENTURE』のレビューにおいて当楽曲を抜粋し、「ちょっとした勇気と鼓舞を与えてくれる。」とコメントした。

### チャート成績
2011年07月26日付のRIAJ有料音楽配信チャートにて、最高位となる5位でチャート・デビュー。2011年4月26日付の2週目もトップテンにとどまり、8位を記録した。3週目は9ポイント順位を落として17位となったものの、翌週2011年05月17日付のチャートでは16位を記録している。デジタル・ダウンロードにて、10万回以上売り上げた楽曲を対象とするゴールド・シングルに認定された。一方、フィジカル・チャートであるオリコンシングルチャートでは、CDシングルの発売初週に3,931枚を売り上げ、最高位13位を記録。同チャートには5週にわたってランクインした。

## ミュージック・ビデオ

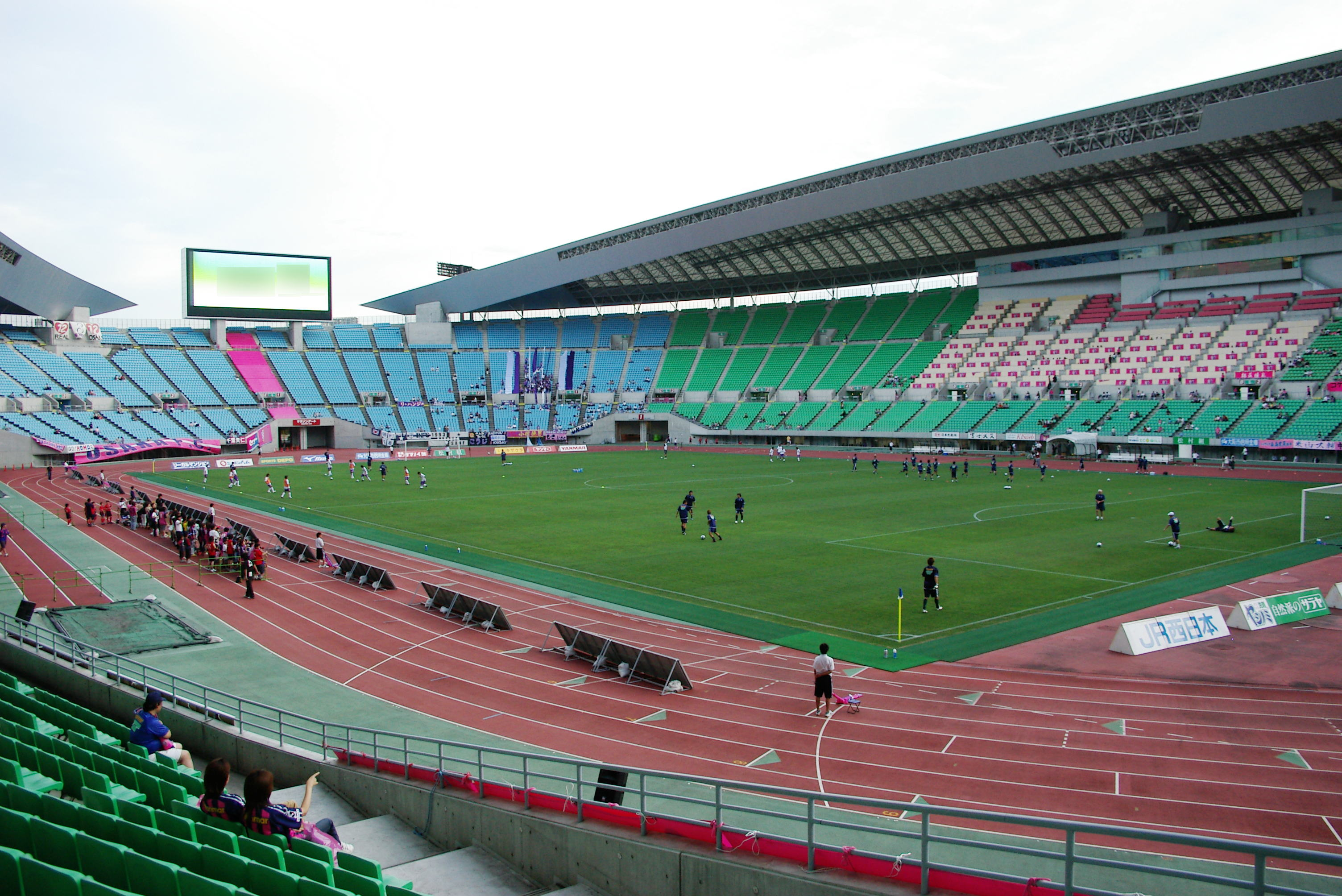
ミュージック・ビデオの撮影が行われた日本の大阪府大阪市東住吉区にある長居陸上競技場（長居スタジアム）。実際のビデオでは競技場は無観客の状態で撮影されている。

2011年3月19日、長居陸上競技場（大阪府大阪市東住吉区）にて『Brave』のMVを撮影。インティライミの既発曲『今のキミを忘れない』（2011年）でも監督を務めた森諭が再び担当。2011年4月1日、自身の公式YouTubeチャンネルにて41秒間のスニペットを"digest ver."として公開した。MVは競技場内のさまざまな箇所でインティライミが歌唱するといった内容。芝生の上やスタンドで座った状態、また競技場回廊を歩きながら歌う様子がフィーチャーされている。競技場の電光掲示板にはシングルのアートワークにも使用されたフラグが映し出されている。インティライミによれば、撮影は東日本大震災の発生から8日後ということで、特別な思いがあったという。自身の公式ブログにて、撮影に臨んでの思いについて"心も戸惑いを感じながら、しかし、この歌の歌詞に気持ちを入れることで自分自身を奮い立たせながらね。"とその心境を語っている。

## ライブ・パフォーマンス
2011年7月10日、両国国技館（東京）で開催された自身のコンサート・ツアー「TOUR 2011 ADVENTURE 〜時はナオト大公開時代〜」の最終公演におけるセットリストの最終演目にて『Brave』のパフォーマンスを行った。2011年10月3日、プロバスケットボールリーグbjリーグに所属する仙台89ERSの2011-2012シーズンオフィシャルサポートソングに「Brave」が決定したことが発表された。また、仙台のホーム開幕戦（秋田ノーザンハピネッツ戦）となる同年10月29日、およそ5,000人の観客が収容された試合のハーフタイムにて同楽曲を披露した。

## 収録曲
- デジタル・ダウンロード、CDシングル[1][2]

1. Brave
2. ちょっとした恋の唄
3. Brave （KARAOKE）

## チャートと認定

### 週間チャート
| チャート（2011年）                | 最高 順位 |
| --------------------------------- | --------- |
| 日本 RIAJ有料音楽配信チャート     | 5         |
| 日本 オリコンCDシングル・チャート | 13        |

### ゴールド等認定
| 国、地域 | 認定                    |
| -------- | ----------------------- |
| 日本     | ゴールド （着うたフル） |

## リリース日一覧
| 国            | リリース日             | 規格 |
| ------------- | ---------------------- | ---- |
| 日本          |                        |      |
| 2011年4月13日 | デジタル・ダウンロード |      |
| 2011年4月20日 | CDシングル             |      |